# Palausalangane
Die Palausalangane (Aerodramus pelewensis, Syn.: Collocalia pelewensis) ist ein Vogel aus der Gattung Aerodramus in der Familie der Segler (Apodidae). Sie kommt nur auf den Inseln von Palau im Pazifik vor.

## Merkmale
Die Palausalangane ist mit einer Länge von etwa 11 cm und einer Flügelspannweite zwischen 10,7 und 11,3 cm eine mittelgroße Salangane. Die Gefiederfärbung ist am Kopf schwärzlich braun, mit einem leichten, dunkelgrünen Schimmer. An Rücken und Mantel setzt sich diese fort, wird jedoch nach hinten zunehmend blasser. Diese blassen Braun- und Schwarztöne zeigen sich auch im Rumpfbereich, wo die Färbung an den Spitzen der Konturfedern jedoch individuell von grünlich bis grau variieren kann. Diese Unterschiede hängen möglicherweise vom Alter der Vögel ab. Die Kehle erscheint mit silbrig-grauen Federn heller als der Rest des Gefieders. Der Schwanz und die Unterseite der Schwungfedern sind ebenfalls etwas blasser als an der Oberseite, jedoch nicht in dem Maße wie der Kehlbereich. Der Schnabel und die Beine sind schwarz. Der Schwanz ist leicht eingekerbt. Die Schwingen sind lang, schmal, aber weniger zugespitzt als diejenigen vergleichbarer Salanganenarten.

## Verhalten
Palausalanganen sind gesellige Vögel, die vor allem in der Dämmerung große Schwärme zur Futtersuche bilden. Die Vögel verständigen sich dabei mit einem leisen Zwitschern im Flug. Typischerweise werden sie über steilen Klippen und tiefen Canyons gesichtet, die dichten Wälder der Inseln werden hingegen gemieden. Die Art gilt als Standvogel, der sich nicht an den saisonalen Vogelzügen beteiligt. Die Palausalangane brütet in Kolonien und errichtet ihre sehr flachen Nester unter den Decken von Höhlen. Diese werden aus Moosen und feinen Gräsern gebaut, das Gelege besteht jeweils nur aus einem einzelnen Ei.

## Verbreitung
Die Palausalangane ist ein endemischer Bewohner der Palauinseln, wo sie auf allen größeren Inseln des Archipels, mit Ausnahme von Angaur vorkommt. Im 20. Jahrhundert beschrieben verschiedene Forscher die Art innerhalb ihres kleinen Verbreitungsgebiets als häufig bis sehr häufig. Obwohl die heutige Populationsgröße unbekannt ist, sieht die IUCN derzeit keine Anhaltspunkte für eine Gefährdung der Art und stuft diese daher auf der niedrigsten Bedrohungsstufe „nicht gefährdet“ (least concern) ein.